# Óblast del Norte (1933-1934)
El óblast del Norte (en ruso: Се́верная область, tr.: Sévernaya oblast) fue una división administrativa de la RSFS de Rusia que existió entre el 20 de noviembre de 1933 y el 5 de julio de 1934. 
Su centro administrativo era la ciudad de Mílerovo.

## Historia
El 20 de noviembre de 1933 fue creado en el extremo norte del krai del Cáucaso Norte el óblast del Norte. Menos de un año después, el 5 de julio de 1934 su territorio pasó a formar el ókrug del Norte-Don con centro en Mílerovo en el krai del Cáucaso Norte.
Aproximadamente el área que se incluía en sus fronteras es la que se tomó para crear el óblast de Kamensk entre los años 1954 y 1957.

## Composición
La región contenía 26 distritos:
- Raión Alekséyevo-Lozovski (Алексеево-Лозовский район)
- Raión Bazkovski (Базковский район)
- Raión Belokalitvinski (Белокалитвинский район)
- Raión Bokovski (Боковский район)
- Raión Chertkovski (Чертковский район)
- Raión Chernyshevski (Чернышевский район)
- Raión Glubokinski (Глубокинский район)
- Raión Kamenski (Каменский район)
- Raión Kasharski (Кашарский район)
- Raión Kievski (Киевский район)
- Raión Kolushkinski (Колушкинский район)
- Raión Krivorozhski (Криворожский район)
- Raión Litvinovski (Литвиновский район)
- Raión Malchevski (Мальчевский район)
- Raión Migulinski (Мигулинский район)
- Raión Miliutinski (Милютинский район)
- Raión Morozovski (Морозовский район)
- Raión Oblivski (Обливский район)
- Raión Selivanovski) (Селивановский район)
- Raión Skosyrski (Скосырский район)
- Raión Tarasovski (Тарасовский район)
- Raión Tatsinski (Тацинский район)
- Raión Verjnedonskói (Верхнедонской район)
- Raión Vioshenski (Вёшенский район)
- Raión Voloshinski (Волошинский район)
- Raión Zverevski (Зверевский район)